# DIZ (Zeitzeichensender)
DIZ war ein früherer oft verwendeter Zeitzeichensender in Nauen bei Berlin. Er sendete auf Kurzwelle 4525 kHz. Das Rufzeichen ab 1980 war Y3S.
Die Großfunkstelle Nauen wurde als weltweit erste Sendeanlage im April 1906 von einem  Telefunken-Ingenieur gegründet. Bereits ab 1916/17 sendete sie zweimal täglich ein Zeitsignal für verschiedene Institute und die Astronavigation der Kriegs- und Handelsmarine. Das Zeitsignal Nauen wurde auf Langwelle 3900 Meter (77 kHz) ausgestrahlt und war in ganz Europa und dem Nordatlantik nutzbar. Um 1935 wurde der Sender auf Kurzwelle 4525 kHz umgestellt und erhielt das Rufzeichen DIZ.
Nach Zerstörungen zu Kriegsende 1945 ging der Sender 1955/56 wieder auf Sendung. Er sendete nun mit etwa 5 Kilowatt die Sekundenpunkte im 24-Stunden-Dauerbetrieb; die Minutenkennung war ein langer Strich jeweils zur Sekunde Null. Das Zeitzeichen wurde vom Geodätischen Institut Potsdam gesteuert. In den 1990er-Jahren wurde das Zeitzeichen nach dem Ausbau des DCF77-Senders bei Frankfurt/Main abgeschaltet.